# Кнежевич-Коса
45°20′ пн. ш. 15°41′ сх. д. / 45.34° пн. ш. 15.68° сх. д.
Кнежевич-Коса (хорв. Knežević Kosa) — населений пункт у Хорватії, у Карловацькій жупанії у складі громади Войнич.

## Населення
Населення за даними перепису 2011 року становило 119 осіб.
Динаміка чисельності населення поселення: